# Maxim Lifontow
Maxim Lifontow (Максим Вячеславович Лифонтов; * 30. Dezember 1986) ist ein kasachischer Rugby-Union-Spieler. Er spielt auf der Position des Schlussmannes (Fullback).

## Karriere

### Verein
Lifontow spielte in den Jahren 2006 bis 2007 beim russischen Erstligisten Jenissei-STM Krasnojarsk, mit dem er 2007 die Vizemeisterschaft erringen konnte, dabei konnte Maxim in neun Spielen 80 erzielte Punkte für sich verbuchen.

### Nationalmannschaft
Maxim Lifontow nahm mit Kasachstan an den Asian Five Nations 2008 teil. Das Team wurde nach drei Niederlagen und einem Sieg vierter und konnte somit die Klasse halten. Beim 56:27-Erfolg gegen Arabien erzielte Lifontow 31 Punkte (drei Versuche, zwei Straftritte und fünf Erhöhungen). Letztendlich sammelte der Fullback bei diesem Turnier 55 Punkte und wurde dadurch zum besten Scorer.

## Erfolge
- Russischer Vizemeister: 2007